# مصراعيات
مِصراعيات (الاسم العلمي: Valvatida)، رتبة من نجم البحر. والتي تحتوي على 695 نوعًا ضمن 172 جنسًا في 17 فصيلة.